# Nunca pasa nada
Nunca pasa nada  es una película dramática hispano-francesa de 1963 dirigida por Juan Antonio Bardem. Protagonizada por un elenco mixto de actores franceses y españoles, se rodó tanto en español como en francés. Fue un fracaso comercial en el momento de su lanzamiento; sin embargo ha sido valorada positivamente dentro de la filmografía de Bardem.

## Trama
Una empresa de variedades francesa viaja por España y regresa a Francia. Su autobús se detiene cuando sufre una avería en un pequeño pueblo de Castilla, llamado Medina del Zarzal. La estrella vedette Jacqueline (Corinne Marchand) está enferma y debe permanecer en el hospital donde es operada. El médico (Antonio Casas) se enamora de ella. Ella representa la libertad, lo extranjero, lo prohibido. Su presencia en el pueblo es una revolución para todo él: estudiantes, sacerdotes, ricos. La esposa del médico, Julia (Julia Gutiérrez Caba), tiene que luchar con la propuesta de amor que le hizo el profesor de francés local (Jean-Pierre Cassel), la única persona en el pueblo que puede hablar con la extranjera. 

## Valoración
La película se inscribió en el Festival de Cine de Venecia. Julia Gutiérrez Caba fue nombrada Mejor Actriz de España por el Círculo de Escritores de Cine, y recibió el premio Fotogramas de Plata . 
Nunca pasa nada representa un entorno y personajes similares a los que aparecen en el gran éxito de Bardem, Calle Mayor, hasta el punto de que algunos críticos la llamaron desdeñosamente Calle Menor. Sin embargo, la evaluación actual de las obras de Bardem considera Nunca pasa nada una película muy apreciable. 
La película se rodó íntegramente en Aranda de Duero, salvo algunas escenas en el castillo de Peñafiel y una finca situada entre Fuentecén y Haza. Se inició el rodaje el 25 de marzo de 1963 y finalizó el 11 de mayo. Muchos habitantes de Aranda actuaron como extras.

## Reparto
- Corinne Marchand como Jacqueline
- Antonio Casas como Enrique
- Jean-Pierre Cassel como Juan
- Julia Gutiérrez Caba como Julia
- Pilar Gómez Ferrer como doña Eulalia
- Ana María Ventura como doña Assunta
- Matilde Muñoz Sampedro como doña Obdulia
- Alfonso Godá como Pepe
- Rafael Bardem como don Marcelino

## Premios
19.ª edición de las Medallas del Círculo de Escritores Cinematográficos
| Categoría                     | Nominación           | Resultado |
| ----------------------------- | -------------------- | --------- |
| Mejor interpretación femenina | Julia Gutiérrez Caba | Ganadora  |